# 무궁화 7호
무궁화 7호는 한국전자통신연구원이 제작하고 케이티샛이 운용하는 정지 궤도 통신위성이다. 2017년 5월 5일(UTC) 프랑스령 기아나의 기아나 우주 센터에서 아리안 5에 의해 발사되었다.
초고선명 텔레비전 위성방송 중계기 및 LTE용 광대역 중계기 등 총 33기의 위성 중계기를 탑재하고 있으며, Ka 밴드 가변빔이 장착되어 위성 서비스가 필요한 지역에 서비스를 제공할 수 있다. 서비스 지역은 한반도, 필리핀, 인도, 인도차이나, 인도네시아 등이다.